# Kistanje
Kistanje est un village et une municipalité située en Dalmatie, dans le comitat de Šibenik-Knin, en Croatie. Au recensement de 2001, la municipalité comptait 3 038 habitants, dont 57,14 % de Serbes et 41,31 % de Croates ; le village seul comptait 1 752 habitants.

## Localités
La municipalité de Kistanje compte 14 localités :
| - Biovičino Selo - Đevrske - Gošić - Ivoševci - Kakanj - Kistanje - Kolašac | - Krnjeuve - Modrino Selo - Nunić - Parčić - Smrdelje - Varivode - Zečevo |